# Wahrnehmungsgeographie
Die Wahrnehmungsgeographie oder Perzeptionsgeographie ist eine Teildisziplin der Geographie. Sie untersucht, wie Menschen geographische Räume wahrnehmen. Sie versteht sich als Teil der Humangeographie, aber auch der Wahrnehmungspsychologie. Die Wahrnehmungsgeographie geht davon aus, dass Menschen Räume sehr subjektiv und individuell sehr unterschiedlich wahrnehmen.

## Einleitung
Als Pionierin der Wahrnehmungsgeographie kann Martha Muchow betrachtet werden.
Kevin Lynch, ein Architekt und Stadtplaner, begann Mitte der 1950er Jahre am Massachusetts Institute of Technology (MIT) das Wahrnehmungsverhalten von Stadtbewohnern zu untersuchen, weil er Zusammenhänge zwischen der menschlichen Wahrnehmung und der Art und Qualität von Architektur vermutete. Er fand durch empirische Studien heraus, dass Menschen von ihrer Umwelt eine Art geistiges Abbild anfertigen, das auch als kognitive Karte bezeichnet wird.
Kognitive Karten zeichnen sich dadurch aus, dass sie
- gegenüber dem Raum, den sie abbilden, verzerrt sind,
- Vereinfachungen gegenüber der Wirklichkeit aufweisen,
- gruppenspezifisch sind und
- aus einer kleinen Gruppe von Grundelementen zusammengesetzt sind, die in verschiedenen Städten unterschiedliche Bedeutung für die Strukturierung der Stadtgestalt haben.

Diese kognitiven Karten haben vor allem Funktionen im Zusammenhang mit der räumlichen Orientierung und Ordnung. Die Art der subjektiven Entstehung dieser mentalen Repräsentation des Raumes aus der Verarbeitung eigentlich einheitlicher (objektiver) Sinneseindrücke lassen sich nur indirekt erfassen. Stegmann  gibt an, die Reizverarbeitung und somit Entstehung individueller Wahrnehmungen sei beeinflusst durch subjektives Vorwissen, soziodemographische Determinanten sowie individualpsychologische Konstanten. Als Untersuchungsmethode verwendete Lynch neben Gedächtnisprotokollen vor allem Kartenskizzen, die von den Probanden aus der Erinnerung dargestellt wurden.
Da die kognitiven Karten einen ausgesprochenen Anwendungsbezug haben, fanden sie rasch in anderen raumbezogenen Wissenschaftsdisziplinen weiteren Einsatz.

## Die fünf Grundelemente

### Wege
Wege bilden für die meisten Menschen die vorherrschenden Elemente im Raum (beispielsweise in einer Stadt). Durch Wege (Straßen, Gassen, Gehwege, Trassen öffentlicher Verkehrsmittel, …) bewegen sich die Bewohner regelmäßig, gelegentlich oder zufällig. Sie nehmen Räume als eine Ansammlung von Gestaltelementen wahr, die entlang dieser Wege angeordnet sind. Für die Wahrnehmung besonders bedeutsam ist insbesondere die Breite eines Weges, aber auch die Funktion als Grenzlinie erhöht die Bedeutung.

### Grenzlinien
Grenzlinien oder Ränder sind linienhafte Stadtelemente, die vom Beobachter nicht (oder nicht nur) als Wege benutzt oder bewertet werden. Sie trennen unterschiedliche Bereiche, sind Grenzen des Zusammenhangs. Neben einem trennenden Aspekt, wie beispielsweise der Grenze zwischen unterschiedlich dicht bebauten Bereichen, haben diese Ränder aber auch verbindende Funktionen, die als Säume/Nähte zwei Gebiete aneinanderfügen oder in Beziehung setzen. Wenngleich Ränder für die Beobachter keine so bedeutende Rolle wie die Wege spielen, sind sie vor allem dort ein wichtiges Gliederungselement, wo Bereiche/Regionen durch solche Grenzlinien zusammengefasst werden.
Die Wichtigkeit von Grenzlinien wird nach der Stärke des Unterschieds zwischen den getrennten Bereichen und nach ihrer Kontinuität bewertet. Häufig fallen Grenzlinien mit Verkehrstrassen insbesondere Straßen und Eisenbahnlinien zusammen.

### Bereiche
Bereiche sind mittelgroße bis große, in der Vorstellungswelt zweidimensional abgebildete flächenhafte Abschnitte einer Stadt. Sie werden als Gebiete wahrgenommen, in die man hineingeht oder die man verlässt. Jedes dieser Gebiete hat in der Vorstellung einen individuellen Charakter, der aus einem Merkmalskomplex heraus definiert wird. Dabei sind in der Regel die Bereiche von innen immer zu identifizieren, während sie von außen nur dann als Gestalt-/Orientierungselement eine Rolle spielen, wenn sie über charakteristische Elemente zu erkennen sind (zum Beispiel Hochhausbebauung in einem Hochhauskomplex).
Der Merkmalskomplex, der einen Bereich definiert, ist durch thematische Kontinuität geprägt. Gestaltelemente können sein:
- Gliederungen,
- Formen,
- Details,
- Symbole,
- Gebäudetypen,
- Nutzungsarten,
- Einwohnerschaft,
- Verkehr,
- Gebäudezustand,
- Topographie u. a.

Gerade die Einheitlichkeit von Fassaden im Hinblick auf Material, Traufhöhe, Erhaltungszustand und das Bild der Bewohnerschaft, soweit diese im Straßenbild erkennbar ist, trägt maßgeblich dazu bei, Bereiche zu identifizieren.

### Brennpunkte
Brennpunkte sind Zentralpunkte einer Stadt. Häufig sind sie Ziel- oder Ausgangspunkt einer Bewegung im Stadtraum. Sie sind für den Beobachter zugänglich und werden häufig durch das Zusammentreffen mehrerer Straßen (Kreuzungen, Kreisverkehre) oder durch das konzentrierte Zusammentreffen einer Vielzahl von Merkmalen auf relativ kleinem Raum definiert.
Der Brennpunkt – auch als Ort von Fahrt-/Bewegungsunterbrechungen wahrgenommen – wird vom Beobachter als wichtig angesehen, weil er an dieser Stelle Entscheidungen treffen muss. Die Umgebung solcher bewussten Entscheidungspunkte wird dabei meist besonders deutlich wahrgenommen, so dass Befragte das Erreichen eines Bereiches meist mit dem Passieren eines Brennpunktes gleichsetzen. Typische Brennpunkte können daher beispielsweise bestimmte U-Bahn-Stationen sein (Umsteigebahnhöfe oder Stationen, die mit besonders gestalteten Bereichen an der Oberfläche korrespondieren).

### Merk- oder Wahrzeichen
Merk- oder Wahrzeichen fungieren als optische Bezugspunkte. Oft sind sie identisch mit besonders auffallenden Bauwerken (beispielsweise Türmen) oder Landschaftselementen. Charakteristischerweise verwenden Beobachter, die besser mit einer Stadt vertraut sind, ein ganzes Netz von Bezugspunkten für die Orientierung. Die Merkzeichen haben dabei den Charakter von etwas einmaligem, speziellem, das die Kontinuität der Umgebung durchbricht. Wichtige Merkzeichen, die von einem hohen Anteil von Befragten einer Stadt übereinstimmend genannt werden,
- haben meist eine einfache und klare Form (zum Beispiel Eiffelturm, Siegessäule, Brandenburger Tor, Fernsehturm),
- sind auch aus der Distanz zu erkennen und
- weisen einen deutlichen Kontrast zur Umgebung auf.

Das räumliche Herausragen eines Merkzeichens kann einerseits durch Größenunterschiede hervorgerufen werden, was das Erkennen auch aus der Distanz und damit den Bekanntheitsgrad steuert, andererseits auch durch andere deutliche Kontrastelemente (beispielsweise ein „herausgeputztes“ Gebäude in einer eher desolaten Umgebung oder das Gegenteil).

## Beziehung der Grundelemente zueinander
Die Gesamtheit der Grundelemente fungiert als „Rohmaterial“, aus dem sich in der Vorstellungswelt des Beobachters das Image einer Stadt zusammensetzt. Erst aus der Kombination der Merkmale und ihrer Beziehung untereinander ergibt sich eine räumliche Wirkung, die sich in Form einer kognitiven Karte darstellen lässt. Verschiedene Grundelemente können dabei sowohl synchron einen Gesamteindruck erzeugen, als auch durch kontrastierende Wirkung Eindrücke der jeweiligen Einzelelemente unscharf machen.
Gleichzeitig weisen bestimmte Grundelemente erst in einer typischen Kombination raumprägende Eigenschaften auf, so zum Beispiel die Kombination aus Wegen und Brennpunkten. Die meisten Beobachter fassen anscheinend die erkannten Elemente in größeren Anordnungen zusammen, die als Vorstellungskomplexe bezeichnet werden. Wichtige Eigenschaft von Vorstellungskomplexen und Images ist ihre Veränderbarkeit im Zeitverlauf: Der Charakter eines Bereiches kann beispielsweise innerhalb eines Jahrzehnts starken Veränderungen unterworfen sein (beispielsweise Gentrification eines Stadterneuerungsgebietes), seine Abgrenzung kann sich verändern. Zugleich kann auch die Hierarchie von Stadtbereichen Veränderungen unterworfen sein. Andererseits können bestimmte Bezugspunkte ihren Charakter auch im Wandel beibehalten.
Auskunft über die Beziehung der Grundelemente kann das Vorgehen beim Skizzieren einer mental map geben:
1. Häufig wird das Image entlang von bekannten Bewegungsrichtungen entwickelt.
2. Viele Beobachter beginnen eine Skizze mit Grenzlinien, die Bereiche abgrenzen, zum Beispiel der Uferlinie eines Gewässers.
3. Andere Beobachter beginnen mit dem Skizzieren der zugrundeliegenden Struktur, beispielsweise eines rechtwinkligen Straßenrasters.
4. Typisch ist auch das Ausgehen von einem vertrauten Zentralpunkt, von dem aus alle weiteren Bereiche und Beziehungen definiert werden.

Die Gesamtheit aller in einer mental map darstellbaren und dargestellten Grundelemente ist in den meisten Fällen verzerrt, weist aber eine starke topologische Übereinstimmung mit der Wirklichkeit auf. Die Planskizzen können durchaus auch den Charakter von Stadtplänen aufweisen, die auf ein beliebig dehnbares Gummituch projiziert und dann gedehnt wurden.

## Übertragung des Perzeptionsansatzes auf geographische Fragestellungen
Lynch verband mit seinen Studien die Hoffnung, aus ihnen eine empirisch begründbare Stadtplanung herleiten zu können. Die Qualitäten geplanter Räume wollte er vor allem an deren Merkmalen
- Eindeutigkeit und
- Klarheit messen.

Geographen, wie zum Beispiel Torsten Hägerstrand und Downs/Stea, wandten die hier aufgeworfenen Überlegungen auf geographische Fragestellungen an. Fragen zur relativen Wahrnehmung von Räumen, soweit diese sich in der Vorstellungswelt von Menschen abbilden lassen, wurden unter anderem im Zusammenhang mit Untersuchungen zu Interaktionen, räumlicher Diffusion und der Imageanalyse untersucht. Insbesondere im sozialwissenschaftlich orientierten Bereich der Geographie wird seither der Relativraum als der eigentliche „Normalraum“ betrachtet.
Als umfassenderer Ansatz kann die sogenannte „Imaginäre Geographie“ bezeichnet werden.
Edward Saids Arbeit Orientalism aus dem Jahr 1978 kann im Rahmen einer wissenschaftlichen Diskussion hierfür als wegbereitend bezeichnet werden. Said diskutiert, dass der „Orient“ ein Konstrukt des Westens ist. Said stellt die Fähigkeit der Europäer in Frage, sich mit dem „Orient“ beschäftigen zu können – den Orientalismus deutet er als westlichen Diskurs, in dem der ‚aufgeklärte Westen’ den ‚mysteriösen Orient’ verhandelt und beherrscht. Said führt den Begriff der „Imaginären Geographie“ für die Konstruktion des Unterschiedes zwischen „uns“ und „den anderen“ ein. Im Gegensatz zu den Überlegungen des originär als Sprachwissenschaftler tätigen Said führt Derek Gregory mit seiner Arbeit „Geographical Imaginations“ (1994) den Begriff in den Kanon der Humangeographie ein.
Überlegungen zu Imaginären Geographien finden sich u. a. auch bei Morin (1958 – „halbimaginäre Realität des Menschen“), Shields (1991) und Balandier (vgl. auch Psychologie und Philosophie, ein guter Überblick hierzu Schultheiß, 1996).
In der wissenschaftlichen Diskussion führen Überlegungen zu Imaginären Geographien nach wie vor ein Schattendasein, zum Teil auch weil der traditionell behavioristische Ansatz der Wahrnehmungsgeographie in Frage gestellt wird. Erforschungen Imaginärer Geographien gewinnen jedoch seit den, die Sozialwissenschaften neu strukturierenden, Cultural Turns zunehmend an Bedeutung.
Exemplarisch seien hier die Arbeiten von Urry und Shields genannt:
Urry diskutiert, dass der englische Lake District durch die „literally landscapes“ der Romantik geprägt wurde – heute ist es gerade dieser „romantic gaze“, der die Besucher anregt, den Lake District zu besuchen. Shields weist anhand des Beispiels Brighton nach, dass es kollektiv überprägte Raumvorstellungen gibt, die sich zu „Raummythen“ verdichten können.